# Турыгино (Ленинградская область)
Турыгино — деревня в Доможировском сельском поселении Лодейнопольского района Ленинградской области.

## История
На плане западной части Лодейнопольского уезда 1818 года упоминается деревня Турыгина.

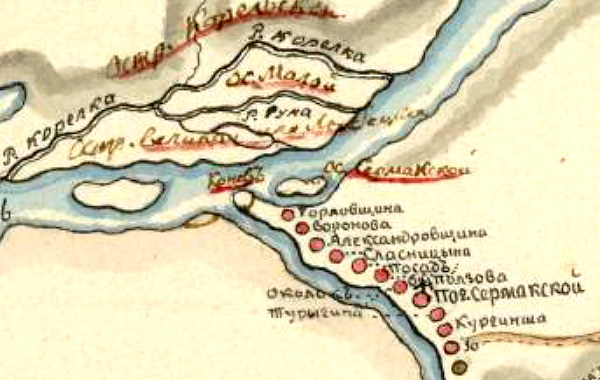
Деревня Турыгино на плане 1818 года

На карте Санкт-Петербургской губернии Ф. Ф. Шуберта 1834 года упоминается деревня Васюкова.

ТУРЫГИНО (ВАСИКОВА) — деревня при реке Ояти, число дворов — 18, число жителей: 39 м. п., 57 ж. п.  (1879 год)

ТУРЫГИНА — деревня при реке Ояти, население крестьянское: домов — 18, семей — 20, мужчин — 33, женщин — 42, всего — 75; некрестьянское: нет; лошадей — 5, коров — 13, прочего — 10 . (1905 год)

В конце XIX — начале XX века деревня административно относилась к Заостровской волости 1-го стана Лодейнопольского уезда Олонецкой губернии.

Деревня Турыгино на карте РККА 1940 года

На карте РККА 1940 года деревня Турыгино обозначена как безымянный населённый пункт к северу и смежно с деревней Кургино.
По данным 1966 и 1973 годов деревня Турыгино входила в состав Доможировского сельсовета Волховского района.
По данным 1990 года деревня Турыгино входила в состав Доможировского сельсовета Лодейнопольского района.
В 1997 году в деревне Турыгино Доможировской волости проживали 14 человек, в 2002 году — 15 человек (все русские).
С 1 января 2006 года в составе Вахновакарского сельского поселения.
В 2007 году в деревне Турыгино Вахновокарского СП проживали 11 человек, в 2010 году — 10 человек.
С 2012 года в составе Доможировского сельского поселения.

## География
Деревня расположена в западной части района к северу от автодороги Р21 (E 105) «Кола» (Санкт-Петербург — Петрозаводск — Мурманск).
Расстояние до административного центра поселения — 2 км.
Расстояние до ближайшей железнодорожной станции Оять-Волховстроевский — 6,2 км.
Деревня находится на правом берегу реки Оять.

## Демография
| 1879 | 1905 | 1997 | 2007 | 2010 | 2014 | 2017 |
| ---- | ---- | ---- | ---- | ---- | ---- | ---- |
| 96   | ↘75  | ↘14  | ↘11  | ↘10  | ↘7   | ↗9   |

### Национальный состав
Согласно данным Всероссийской переписи населения 2021 года в деревне проживали 18 человек, из них:
 русские — 11, другие национальности — 5 человек, остальные национальность не указали.

## Инфраструктура
По данным администрации Доможировского сельского поселения:
- на 1 января 2014 года в деревне было зарегистрировано 3 домохозяйства и 11 жителей[17].
- на 1 января 2021 года в деревне было зарегистрировано 5 домохозяйств и 11 жителей[18].

## Достопримечательности
- Церковь Вознесения Господня, 1717 года постройки, деревянная, утрачена в 1950 году[19].
- Церковь иконы Божией Матери «Знамение», 1839 года постройки, каменная, действующая, восстановлена[20].

Церковь иконы Божией Матери «Знамение». 2018 год
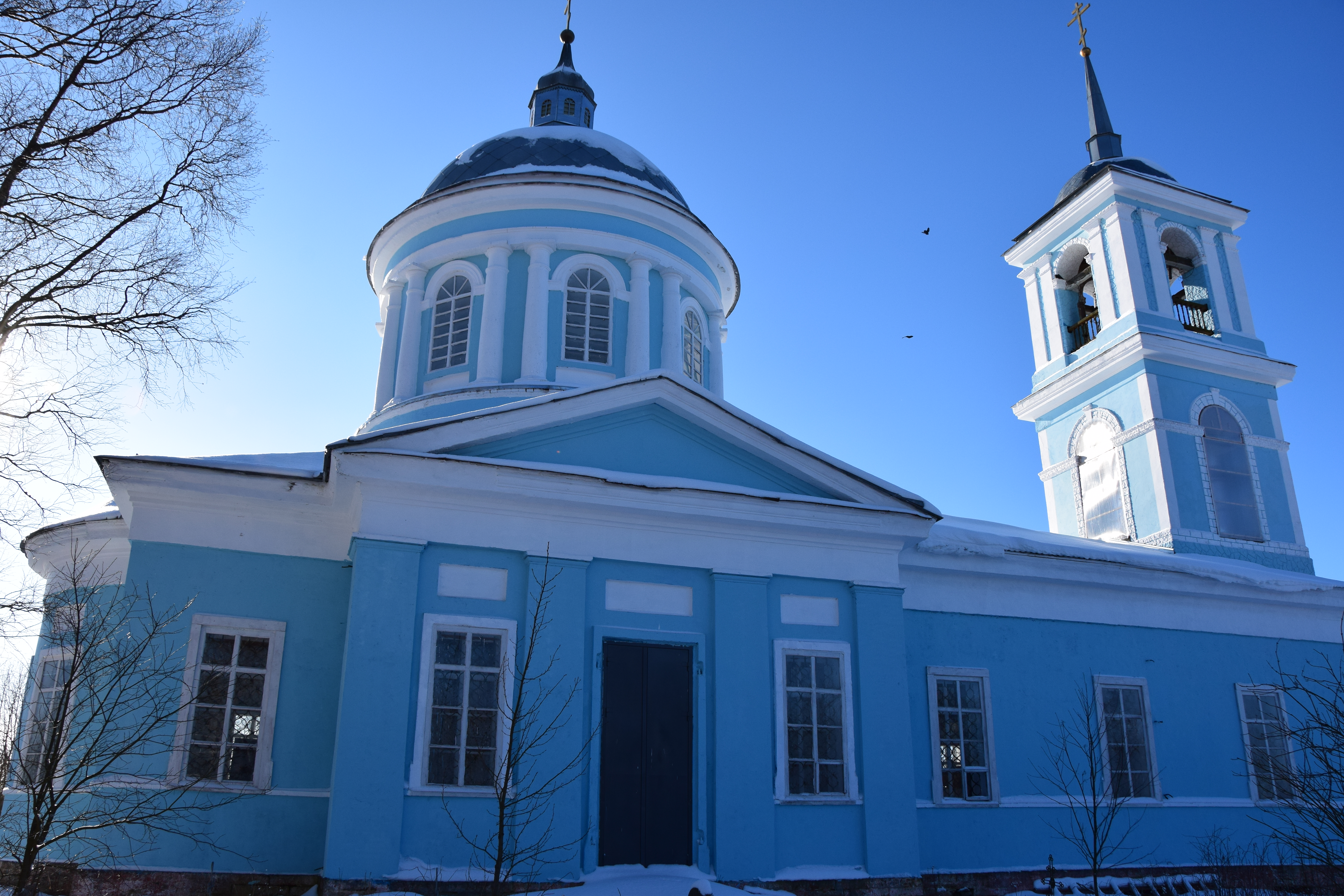
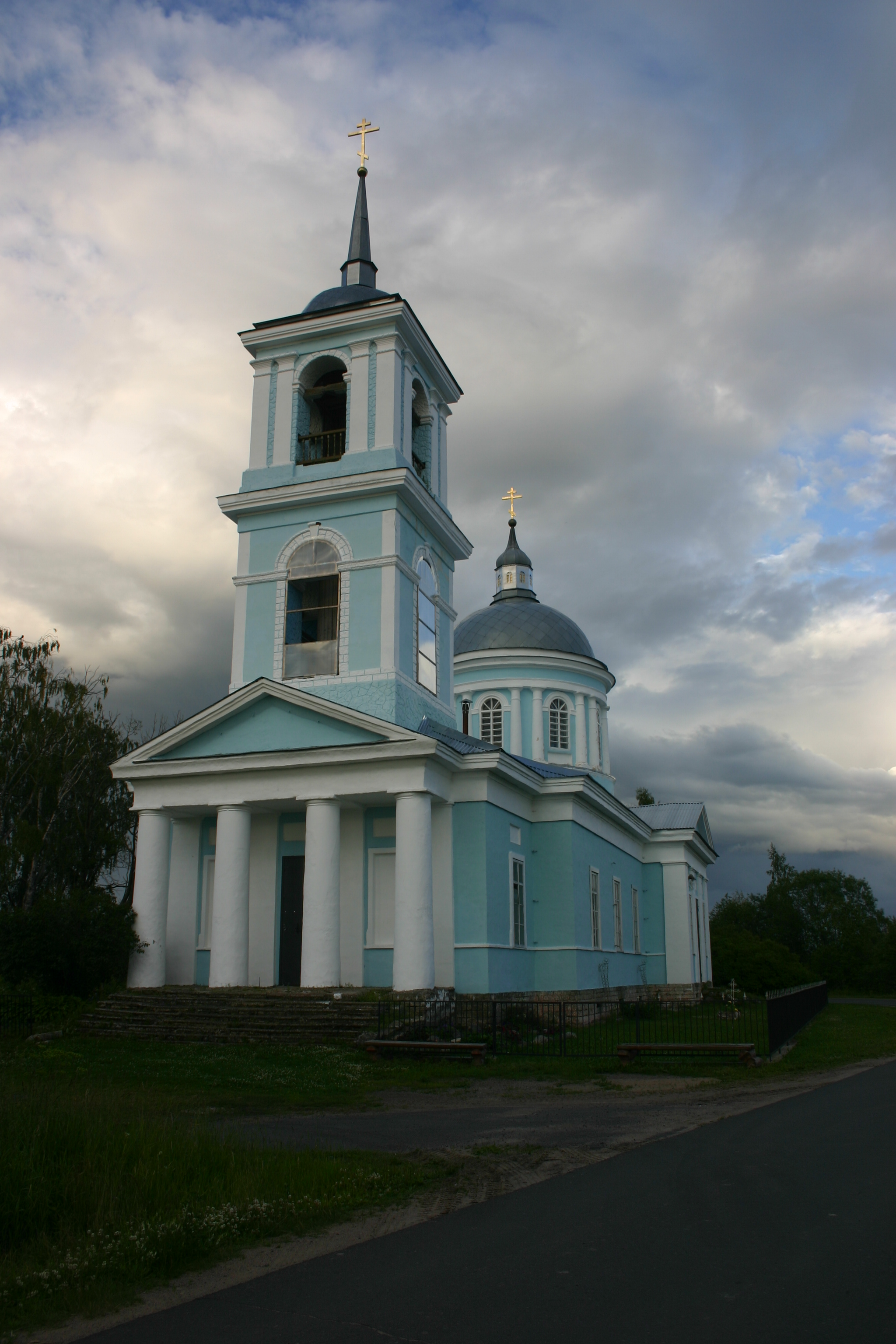
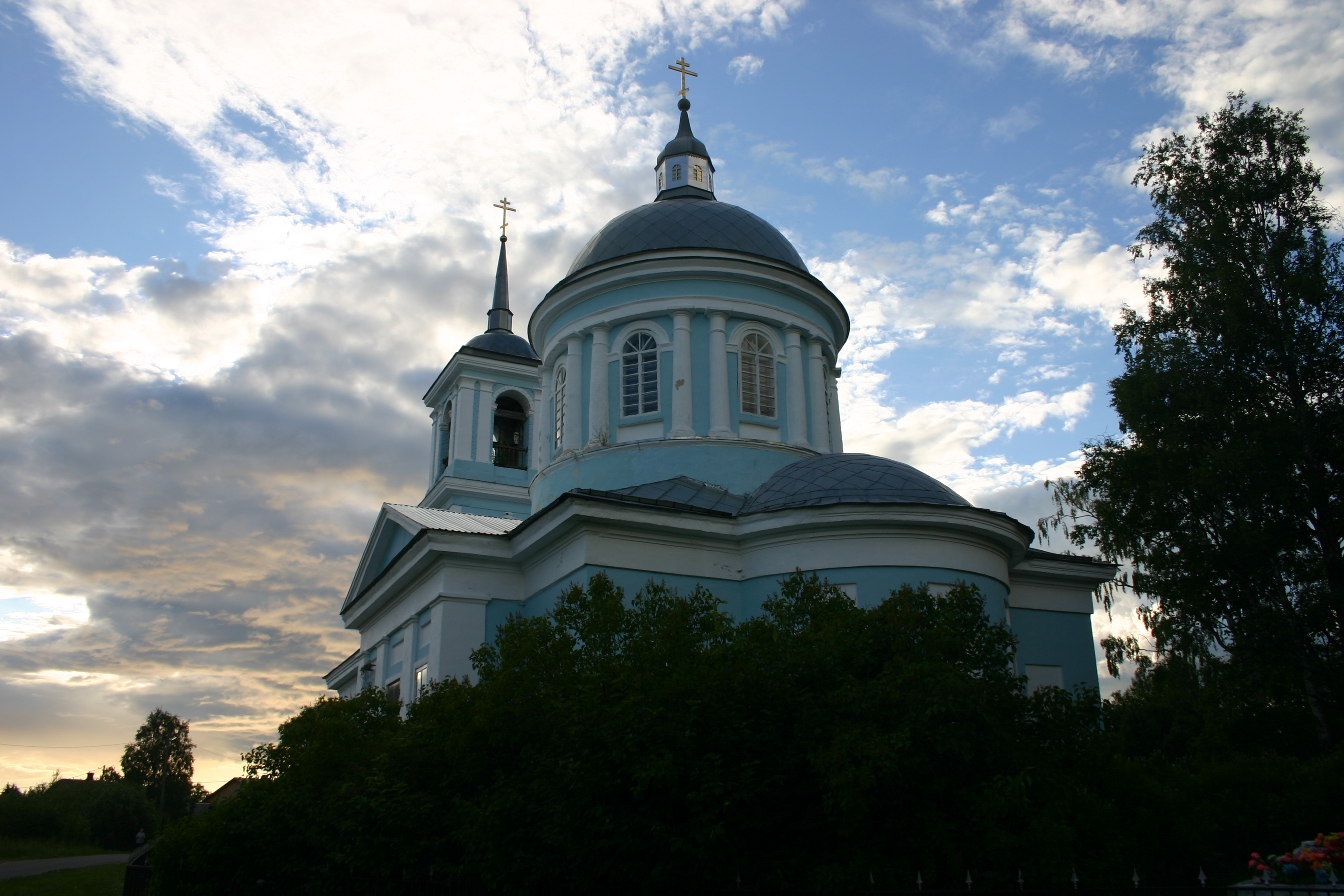